# Luxtorpeda
Luxtorpeda was de courante naam voor een beroemde Poolse trein, die op enkele hoofdlijnen reed in de jaren 1930. Een Luxtorpeda bestond uit één motorwagen met interne verbrandingsmotor, en uitsluitend eerste-klasseplaatsen.

## Naam
Luxtorpeda (wat ongeveer "luxueuze torpedo" betekent) was niet de officiële naam van de trein. In de dienstregeling vond men deze terug onder "Pociąg Motorowo-Ekspresowy MtE", waarbij MtE verwijst naar "motor-express". De courante naam was geïnspireerd op enerzijds het ongewone design van deze motorwagen: gestroomlijnd en 1,5 m lager dan de gewone treinwagon - een soort kruising tussen limousine en bus - en anderzijds op de hoge exploitatiesnelheid.

## Oorsprong

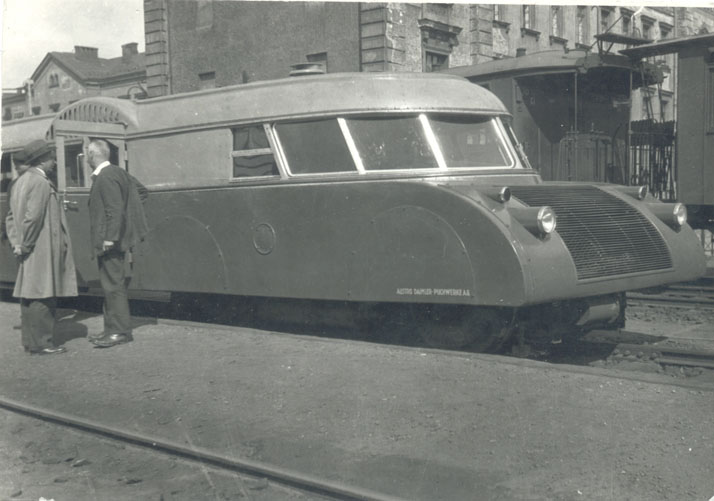
Austro-Daimler Luxtorpeda in het station van Kraków (jaren 1930)

Het ontwerp was gebaseerd op een Oostenrijks type motorwagen (de VT63), met twee dieselmotoren, die sinds begin de jaren 30 geproduceerd werd door Austro-Daimler. Een exemplaar werd gehuurd, later aangekocht, door de Poolse Staatsspoorwegen in 1933.
Na succesvolle testritten besloot men een licentie voor eigen productie te verwerven. Ingenieur Klemens Stefan Sielecki van Fablok in Chrzanów werd in 1935 belast met de constructie van Luxtorpeda, een technologische innovatie voor die tijd. In 1936 werden vijf exemplaren gebouwd die zich onderscheidden van het Oostenrijkse voorbeeld door krachtiger dieselmotoren, waardoor een snelheid van 115 km/h kon worden bereikt.

## Routes

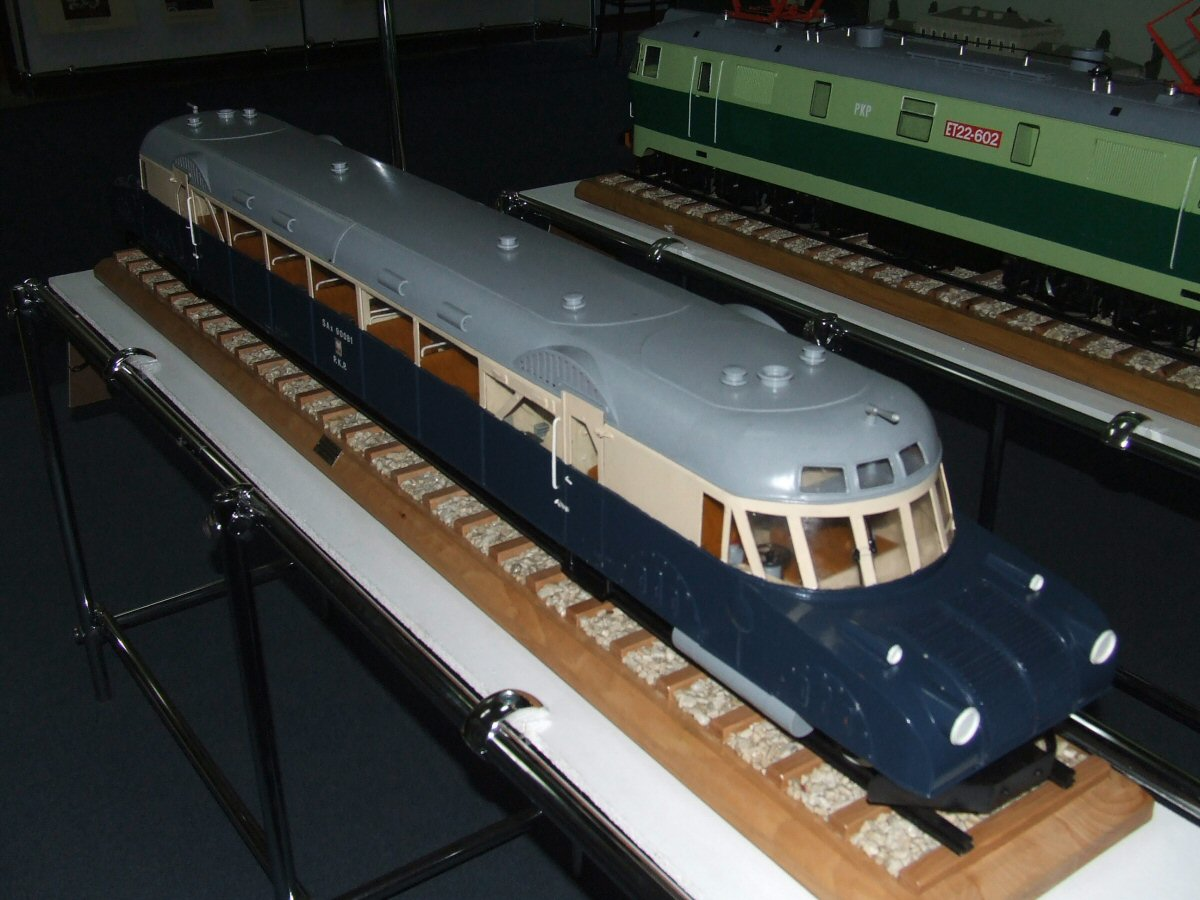
Model van de Luxtorpeda in het Spoorwegmuseum Warschau

De treinen reden hoofdzakelijk vanuit Krakau, onder andere naar Warschau, Katowice en Krynica. Belangrijke verbinding was deze naar Zakopane. Deze 147 km lange lijn was een moeilijk traject met talrijke keerlussen met een diameter van slechts 190 m, en hellingen tot 2,7 %, werd in gemiddeld 2u45 afgelegd. In 1936 werd een record van 2u18 gevestigd dat tot op heden niet verbeterd kon worden.
Ze werden ook ingezet op de lijn Warschau - Łódź en vanaf 1939 zouden ze ook op de lijn Warschau - Poznań rijden.

## Einde
Na de Poolse Veldtocht in 1939 bleven nog twee bruikbare Luxtorpeda's over in Krakau. Deze werden gebruikt als "exclusief voor Duitsers"-treinen naar Zakopane en Krynica.
Na de Tweede Wereldoorlog werd één motortrein weer operationeel gemaakt met onderdelen van de tweede. De vooropgestelde snelheid kon evenwel niet meer worden gehaald, en daarom werd de trein ingezet op een lokale lijn naar Trzebinia.
In 1954 werden de twee resterende Luxtorpeda's verschroot.